# Schwurgerichtshof
Als Schwurgerichtshof wird im österreichischen Strafprozessrecht jener Teil eines Geschworenengerichts bezeichnet, der aus drei Berufsrichtern besteht. Zusammen mit der Geschworenenbank – also den acht Geschworenen als Laienrichter – bildet der Schwurgerichtshof gemäß § 32 StPO das Landesgericht als Geschworenengericht.

## Aufgaben im Strafprozess
Der Schwurgerichtshof und sein Vorsitzender nimmt im Rahmen der Hauptverhandlung jene Befugnisse wahr, die im schöffengerichtlichen Verfahren dem Schöffengericht und dessen Vorsitzendem zukommen (§ 302 StPO). Dies betrifft insbesondere die Verhandlungsführung in all ihren Ausprägungen. So können die Geschworenen zwar Zeugen befragen oder gewisse Beweisaufnahmen empfehlen, die Entscheidung darüber obliegt jedoch allein dem Schwurgerichtshof.
Im Rahmen der Urteilsfindung stellt der Schwurgerichtshof der Geschworenenbank die zuvor von den drei Berufsrichtern beschlossenen Fragen, welche die Geschworenen anschließend in geheimer Sitzung zu beraten haben. Die Schuldfrage entscheidet allein die Geschworenenbank, also die acht Laienrichter (Art. 91 Abs. 2 B-VG). Sie haben sich dabei auf die Beantwortung der vom Schwurgerichtshof zuvor ausformulierten Fragen zu stützen und geben ihre Entscheidung in Form eines „Wahrspruchs“ wieder, der nicht begründet werden muss. Gemeinsam mit der Geschworenenbank entscheidet der Schwurgerichtshof im Fall eines Schuldspruchs über die Strafe des Angeklagten (§ 338 StPO).
Gelangen die drei Berufsrichter des Schwurgerichtshofs einstimmig zur Ansicht, dass sich die Geschworenen beim Ausspruch über die Schuld geirrt haben, so muss die Entscheidung darüber ausgesetzt und die Sache dem Obersten Gerichtshof zur Entscheidung vorgelegt werden. Dieser weist die Entscheidung einem neuen Geschworenengericht zu, bei dessen Zusammensetzung zumindest ein neuer Vorsitzender und neue Laienrichter bestimmt werden müssen. Die beiden anderen Berufsrichter des Schwurgerichtshofs können also beim erneuten Verfahren abermals Teil des Schwurgerichtshofs sein.

## Besetzungsvoraussetzungen
Anders als beim Schöffengericht oder auch bei der Geschworenenbank treffen die Richter des Schwurgerichtshofs keine besonderen Besetzungsbestimmungen hinsichtlich der Anzahl der Richter von einem Geschlecht. Jedoch ist bei der Besetzung des Schwurgerichtshofs bei sonstiger Nichtigkeit des Urteils darauf zu achten, dass kein ausgeschlossener Richter am Urteil mitwirkt. Auszuschließen sind Richter insbesondere dann, wenn an ihrer Unparteilichkeit zu zweifeln ist. Die dahingehenden Ausschließungsgründe sind dieselben, die bei jedem Strafverfahren auf die berufenen Richter anzuwenden sind (aufgeführt in § 43 StPO).